# Joey Woody
Joey Woody (* 22. Mai 1973 in Iowa City) ist ein US-amerikanischer Leichtathlet.
Der 400-Meter-Hürden-Läufer Woody konnte sich bis 1997 nicht für größere internationale Wettkämpfe qualifizieren, in diesem Jahr jedoch wurde er Dritter bei den US-amerikanischen Meisterschaften und qualifizierte sich für die Weltmeisterschaften 1997 in Athen. Bei den Weltmeisterschaften schied er dann im Halbfinale aus.
1999 wurde er US-amerikanischer Vizemeister und bei den Weltmeisterschaften 1999 in Sevilla verbesserte er sich auf den sechsten Platz.
2000 gelang ihm ein Achtungserfolg. Gemeinsam mit Karl Paranya, Rich Kenah und David Krummenacker stellte er mit einer Zeit von 7:13,94 min einen Hallenweltrekord in der selten gelaufenen 4-mal-800-Meter-Staffel auf.
Bei den US-Trials für die Olympischen Spiele 2000 wurde er nur Vierter und konnte sich nicht für die Spiele von Sydney qualifizieren. Diese Enttäuschung warf ihn über Jahre zurück. Erst 2003 konnte er sich wieder für die Weltmeisterschaften 2003 in Paris qualifizieren und gewann überraschend im Finale die Silbermedaille als bester US-Amerikaner hinter dem Weltmeister Félix Sánchez. Dies war der größte Erfolg seiner Karriere.
| Personendaten    | Personendaten                  |
| ---------------- | ------------------------------ |
| NAME             | Woody, Joey                    |
| KURZBESCHREIBUNG | US-amerikanischer Leichtathlet |
| GEBURTSDATUM     | 22. Mai 1973                   |
| GEBURTSORT       | Iowa City                      |